# Tipula (Savtshenkia) asbolodes
Tipula (Savtshenkia) asbolodes is een tweevleugelige uit de familie langpootmuggen (Tipulidae). De soort komt voor in het Afrotropisch gebied.